# Mitchell (Nebraska)
Mitchell je grad u američkoj saveznoj državi Nebraska. Prema popisu stanovništva iz 2010. u njemu je živjelo 1,702 stanovnika.